# Brooke Burke
Pour les articles homonymes, voir Burke.
Brooke Lisa Burke est un mannequin et une animatrice de télévision américaine née le 8 septembre 1971 à Hartford, dans le Connecticut.

## Carrière
Elle pose entièrement nue dans le magazine Playboy pour les numéros de mai 2001 et novembre 2004 et figure souvent dans les 30 premières places du classement des plus belles femmes du monde.[réf. nécessaire]
Elle a remporté l'émission américaine Dancing with the Stars et l'anime aujourd'hui. 
Elle est aussi connue pour avoir prêté ses traits et sa voix au jeu vidéo Need for Speed: Underground 2 en 2004.

## Famille et vie privée
Brooke est d'origine irlandaise et française du côté de son père et a des origines française et portugaise du côté de sa mère. Ses parents ont divorcé quand elle était bébé, sa mère se remarie quelques années plus tard. 
Elle a été mariée au docteur Garth Fisher (en), un chirurgien plasticien du Cedars-Sinai Medical Center de Los Angeles avec qui elle a eu deux filles : Neriah (mars 2000) et Sierra Sky (2 avril 2002), avant de divorcer en 2006.
Depuis 2006, elle est fiancée avec David Charvet avec qui elle a eu 2 enfants : une fille, Heaven Rain Charvet née le 8 janvier 2007 et un garçon, Shaya Charvet né le 5 mars 2008. Ils vivent à Los Angeles. Elle a épousé David Charvet le 12 août 2011 sur un bateau, au large de l'île de Saint-Barthélémy.
Le 8 novembre 2012, elle annonce sur son blog être atteinte d'un cancer de la thyroïde. Elle subit cependant une thyroïdectomie début décembre 2012, et déclare ensuite sur son blog se sentir beaucoup mieux après cette opération.
Brooke Burke possède une ligne de lingerie, appelée Intimity.
Brooke Burke divorce de David Charvet le 6 avril 2018, après sept ans de mariage,.